# Anjani
Anjani Thomasová (nepřechýleně Thomas; *10. července 1959) je americkou písničkářkou a pianistkou známá hlavně pro svou písničkářskou spolupráci s Leonardem Cohenem, Carlem Andersonem, Frankem Gambalem, Stanleym Clarkem a dalšími.